# Malice in Wonderland (album av Paice, Ashton & Lord)
Malice in Wonderland är ett musikalbum av Paice, Ashton and Lord från 1977.

## Låtlista
1977 LP-skiva
1. "Ghost Story" (Paice/Ashton/Lord) — 5:47
2. "Remember the Good Times" (Paice/Ashton/Lord/Marsden/Martinez) — 5:48
3. "Arabella (Oh Tell Me)" (Ashton) — 4:06
4. "Silas & Jerome" (Paice/Ashton/Lord) — 3:25
5. "Dance with Me Baby" (Paice/Ashton/Lord/Marsden/Martinez) — 3:20
6. "On the Road Again, Again" (Paice/Ashton/Lord/Marsden) — 3:58
7. "Sneaky Private Lee" (Paice/Ashton/Lord/Marsden) — 6:10
8. "I'm Gonna Stop Drinking" (Paice/Ashton/Lord) — 5:15
9. "Malice in Wonderland" (Paice/Ashton/Lord) — 6:06

1995 CD-version
Innehåller tre extra spår:
1. "Ghost Story" (Paice/Ashton/Lord), recorded at the Odeon, Birmingham
2. "Steamroller Blues" (Taylor), recorded at the Rainbow, London
3. "Ballad of Mr. Giver" (Ashton/Lord), recorded at Rainbow, London

2001 CD-version
2001 års nyutgåva på Purple Records omfattar ytterligare åtta låtar från ett oavslutat andra album:
1. "Steamroller Blues"
2. "Nasty Clavinet"
3. "Black and White"
4. "Moonburn"
5. "Dance Coming"
6. "Goodbye Hello LA"
7. "Untitled Two"
8. "Ballad Of Mr.Giver"

## Medverkande
- Trummor, percussion - Ian Paice
- Sång, keyboard - Tony Ashton
- Keyboard, synthesizer - Jon Lord
- Bas - Paul Martinez
- Gitarr - Bernie Marsden
- Tekniker - Martin Birch